# Cornegliano Laudense
Cornegliano Laudense (Curneiàan in dialetto lodigiano) è un comune italiano di 2 863 abitanti della provincia di Lodi in Lombardia.

## Geografia fisica
Cornegliano Laudense è situato nella Pianura Padana, in un territorio molto fertile attraversato dal Canale della Muzza.

## Storia
Di antica origine, ne furono a lungo feudatari i Capitanei di Cornegliano.
Dopo l'estinzione della famiglia passò prima ad un ramo cadetto e dal 1633 ai conti Barni.
In età napoleonica (1809-16) Cornegliano fu frazione della città di Lodi, recuperando l'autonomia con la costituzione del Regno Lombardo-Veneto.
Nel 1863 Cornegliano assunse il nome ufficiale di Cornegliano Laudense, per distinguersi da altre località omonime.
Nel 1879 al comune di Cornegliano Laudense fu aggregato il comune di Campolungo, e  contestualmente la sede municipale venne spostata nella frazione di Muzza Sant'Angelo.
A partire dagli anni settanta del XX secolo, la frazione di Muzza Sant'Angelo ha conosciuto un grande sviluppo, favorito dalla posizione lungo la strada Lodi-Pavia, e dalla vicinanza dal casello autostradale della A1.
Il comune è oggi suddiviso in tre aree ben distinte:
- Il piccolo borgo di Cornegliano Laudense;
- La popolosa frazione di Muzza Sant'Angelo (sede comunale);
- La zona artigianale e commerciale del Codognino, sorta negli ultimi decenni.

### Simboli
Lo stemma e il gonfalone sono stati concessi con decreto del presidente della Repubblica del 9 gennaio 1959.
Stemma
Gonfalone

## Monumenti e luoghi d'interesse
Il patrimonio storico-artistico è costituito dalla chiesa parrocchiale (situata in località Cornegliano) di San Callisto Martire (già ricordata in documenti del 1261, che ne documentano l'appartenenza alla curia laudense), nella quale sono conservati un affresco rappresentante una Madonna fra due santi (forse san Bassiano e san Callisto) e una Natività (del periodo fra la fine del XV e gli inizi del XVI secolo). La facciata si ispira invece a modelli tardo-rinascimentali con successivi interventi barocchi.
Si possono inoltre ammirare alcuni dipinti secenteschi dei Misteri del Rosario e la chiesa parrocchiale di Muzza Sant'Angelo, con affreschi del pittore lodigiano Vanelli, tra i quali si ricordano la Divina Maternità e la Pietà, nonché la Gloria dei beati attorno al Cristo Risorto, la Vergine Assunta e varie formelle di terracotta che raffigurano i personaggi dell'Ultima Cena.
Il territorio comunale presenta comunque anche altri "pezzi storici", tra cui la Cascina Sesmones, dove antiche fonti rivelano che attorno all'anno 1000 si trattasse di un ospedale.

## Società

### Evoluzione demografica
Abitanti censiti

### Etnie e minoranze straniere
Al 31 dicembre 2008 gli stranieri residenti nel comune di Cornegliano Laudense in totale erano 219, pari al 7,74% della popolazione. Tra le nazionalità più rappresentate troviamo:
1. Romania, 61
2. Cina, 25

## Geografia antropica
Secondo l'ISTAT, il territorio comunale comprende il centro abitato di Cornegliano Laudense, la frazione di Muzza Sant'Angelo e la località di Campolungo.

## Economia
Mentre Cornegliano Laudense conserva ancora i tratti del piccolo borgo agricolo, la Muzza oltre ad essere sede comunale, è il centro più importante, sia per estensione che per numero di abitanti.
Muzza Sant'Angelo ha avuto una notevole espansione, specie durante gli anni Settanta, grazie alla sua posizione: trovandosi infatti lungo la provinciale Lodi - Sant'Angelo Lodigiano - Pavia adiacente al casello di Lodi dell'autostrada del Sole, usufruisce di ottime comunicazioni che hanno favorito l'insediamento abitativo.
Tuttavia le risorse locali sono piuttosto modeste e provengono per la maggior parte dall'agricoltura (cereali e foraggi), da alcune aziende manifatturiere e da un certo numero di imprese artigianali e commerciali.
La maggior parte della popolazione è quindi impiegata a Lodi, Milano e nell'hinterland.

## Infrastrutture e trasporti
Il comune di Cornegliano Laudense è servito dalla SP ex SS 235 di Orzinuovi.

## Amministrazione
Segue un elenco delle amministrazioni locali.
| Periodo | Periodo   | Primo cittadino   | Partito | Carica  | Note |
| ------- | --------- | ----------------- | ------- | ------- | ---- |
| 1945    | 1968      | Enrico Boselli    |         | Sindaco |      |
| 1968    | 1980      | Emilio Sari       |         | Sindaco |      |
| 1980    | 1999      | Giancarlo Dordoni |         | Sindaco |      |
| 1999    | 2009      | Valerio Granata   |         | Sindaco |      |
| 2009    | 2019      | Matteo Lacchini   |         | Sindaco |      |
| 2019    | in carica | Claudio Moneta    |         | Sindaco |      |

## Sport
La squadra di calcio del paese è la Superga Watt, nata nel 1949 dopo la morte dei giocatori del Grande Torino in un incidente aereo. Esistono inoltre alcune squadre di pallavolo femminile disputanti campionati provinciali di serie minori e giovanili.